# Trait pour trait (film)
Pour l’article homonyme, voir Trait pour trait.
Pour plus de détails, voir Fiche technique et Distribution.
Trait pour trait (Picture Perfect) ou Adorable Vision au Québec  est un film américain réalisé par Glenn Gordon Caron sorti en 1997.

## Synopsis
Kate travaille dans la publicité, mais son patron lui refuse une promotion parce qu'il ne la trouve pas assez stable, étant donné qu'elle est toujours célibataire et qu'elle a peu de relations dans l'entreprise. Elle rencontre Nick à un mariage et leur histoire commence à devenir solide lorsqu'elle attire l'attention d'un collègue qui l'a toujours intéressée.

## Fiche technique
Sauf indication contraire, les informations mentionnées dans cette section peuvent être confirmées par la base de données cinématographiques IMDb,  présente dans la section « Liens externes ».
- Titre original : Picture Perfect
- Titre français : Trait pour trait
- Réalisation : Glenn Gordon Caron
- Scénario : Arleen Sorkin, Paul Slansky, May Quigley et Glenn Gordon Caron
- Direction artistique : Larry Fulton
- Décors : Debra Schutt ; John Wright Stevens (superviseur)
- Costumes : Jane Robinson
- Photographie : Paul Sarossy
- Montage : Robert M. Reitano
- Musique : Carter Burwell
- Casting : Mary Colquhoun
- Production : Erwin Stoff ; Molly Madden et William Teitler (production exécutive)
- Sociétés de production : Twentieth Century Fox, 3 Arts Entertainment
- Sociétés de distribution : Twentieth Century Fox (cinéma 1997), American Broadcasting Company (ABC) (télévision - 2000)
- Budget : 10 millions de dollars[1] (estimation)
- Pays d'origine :  États-Unis
- Langue originale : anglais
- Format : couleur - 1,85:1 - son Dolby Digital
- Genre : Comédie romantique
- Durée : 105 minutes
- Dates de sortie : 
  - États-Unis : 1er août 1997
  - France : mai 1998
- Public
  - États-Unis : déconseillé aux moins de 13 ans

## Distribution
- Jennifer Aniston (VF : Dorothée Jemma) : Kate Mosley
- Jay Mohr (VF : Franck Capillery) : Nick
- Kevin Bacon (VF : Philippe Vincent) : Sam Mayfair
- Olympia Dukakis (VF : Évelyne Grandjean) : Rita Mosley
- Illeana Douglas (VF : Marie-Laure Beneston) : Darcy O'Neil
- Kevin Dunn (VF : Marc Alfos) : M. Alan Mercer
- Anne Twomey (en) : Sela
- Faith Prince (en) : Mme Elizabeth Mercer
- John Rothman : Jim Davenport
- Meg Gibson[2] : Mme Davenport
- Paul Cassell (en) : Brad
- Marcia DeBonis : Rosie
- Amelia Campbell (en) (VF : Christiane Jean) : Susan
- Faran Tahir : Sajit
- Ivar Brogger (en), Peter McRobbie (VF : Sylvain Clément), Jenna Stern : les cadres de l'agence
- Matthew Sussman (en) : le mari de Darcy
- Bellina Logan (en) : la réceptionniste de l'agence
- Sean Patrick Thomas : le chercheur de l'agence
- Vimesh Thakar (VF : Sylvain Clément) : le Maharishi
- Andrea Bendewald (en) : l'amie enceinte
- Melissa Cushman (VF : Christiane Jean) : la mariée
- Kaley Cuoco : la petite fille
- Greg Grunberg : Date (non crédité)

 Source et légende : version française (VF) sur RS Doublage et selon le carton du doublage français sur le DVD zone 2.

## Tournage
Le tournage s'est déroulé à Manhattan, New York et au New Jersey, du 29 mai 1996 au 7 août 1996.